# Efeito geodético
O efeito geodésico representa o efeito de curvatura do espaço-tempo, previsto pela relatividade geral, sobre a rotação de um corpo em movimento. Um efeito relacionado foi previsto inicialmente por Willem de Sitter em 1916, que realizou correções relativísticas ao movimento do sistema Terra-Lua.

## Confirmação experimental
O efeito geodético foi verificado com incerteza menor do que 1% pela Gravity Probe B, anunciado pela primeira vez em 14 de abril de 2007 no American Physical Society.